# Denis Espinoza
Denis Espinoza Camacho, né le 25 août 1983 à Diriamba au Nicaragua, est un footballeur international nicaraguayen, qui évolue au poste de gardien de but. 
Il compte 33 sélections et 1 but en équipe nationale entre 2004 et 2013. Il joue actuellement pour le club nicaraguayen du Walter Ferreti.

## Biographie

### Carrière internationale
Denis Espinoza est convoqué pour la première fois par le sélectionneur national Maurizio Battistini pour un match amical contre les Bermudes en avril 2004. Par la suite, le 18 janvier 2011, il inscrit son unique but en sélection sur penalty contre le Belize, lors de la Copa Centroamericana 2011 (1-1). Il reçoit sa dernière sélection le 22 janvier 2013 contre le Belize (défaite 2-1).
Il dispute une Gold Cup en 2009. Il participe également à huit Coupes UNCAF en 2007, 2009, 2011 et 2013.
Il compte 33 sélections et 1 but avec l'équipe du Nicaragua entre 2004 et 2013. 

## Statistiques

### But en sélection
Le tableau suivant liste le but inscrit par Denis Espinoza avec l'équipe du Nicaragua.